# Фермиони
Фермиони су честице које подлежу Паулијевом принципу искључења, што подразумева да у датом систему не постоје два идентична фермиона која се истовремено налазе у потпуно истом стању. Расподела фермиона у систему описана је Ферми-Дираковом статистиком, а таласна функција која описује кватно стање у ком се фермион може налазити је антисиметрична. Све елементарне честице се према спину могу поделити на фермионе и бозоне. Фермиони су честице чији спин има полуцелу вредност {\displaystyle ({\frac {1}{2}},{\frac {3}{2}},{\frac {5}{2}},\dots )}, а бозони су честице целог спина и описани су Бозе-Ајнштајновом статистиком и који су описани симетричном таласном функцијом. Фермиони су назив добили по италијанском физичару Енрику Фермију. Фермионске елементарне честице се деле на кваркове и лептоне. Најпознатија фермионска честица је електрон.
На пример спин је лептона и кваркова једнак броју 1/2. Они се подвргавају се Паулијевом начелу искључења. Честице сложене од непарног броја елементарних фермиона такође су фермиони (на пример протон, неутрон, атомска језгра трицијума ³H, језгра хелијума 3, језгра угљеника 13C), а честице сачињене од парног броја фермиона су бозони (на пример језгра деутеријума 2, језгра хелијума 4, језгра угљеника 12). Сва позната материја данашњег свемира састављена је од фермиона: бариона и лептона.
| Фермион              | Знак | Античестица | Електрични набој | Спин | Маса мировања (MeV/c2) |
| -------------------- | ---- | ----------- | ---------------- | ---- | ----------------- |
| електрон             | -    | +           | -1               | 1/2  | 0,5               |
| мион                 | ν-   | ν+          | -1               | 1/2  | 106               |
| тауон                | τ-   | τ+          | -1               | 1/2  | 1,78              |
| електронски неутрино | ν    | ν           | 0                | 1/2  | < 2,2             |
| мионски неутрино     | νμ   | νμ          | 0                | 1/2  | < 1,7             |
| тауски неутрино      | ντ   | ντ          | 0                | 1/2  | < 15,5            |
| протон               |      |             | +1               | 1/2  | 938,3             |
| неутрон              |      |             | 0                | 1/2  | 939,6             |

## Кваркови и лептони
Занимљива је чињеница да попис свих елементарних честица које изграђују сву материју у свемиру једноставно стане на један лист папира. Према стандардном моделу тих елементарних честица има укупно 12. Оне су подијељене у две групе честица које се називају кваркови и лептони. Постоји 6 кваркова и 6 лептона (једним именом се називају фермиони).
| Кваркови            | Лептони                   |
| ------------------- | ------------------------- |
| Горњи (u – енг. )    | Електрон (-)              |
| Доњи (d – енг. )     | Електронски неутрино (𝜈𝑒) |
| Чаробни (c – енг. )  | Мион (𝜇−)                 |
| Страни (s – енг. )   | Мионски неутрино (𝜈𝜇)     |
| Вршни (t – енг. )    | Тауон (𝜏)                 |
| Дубински (b – енг. ) | Тау неутрино (𝜈𝜏)         |

Познато је да је електрон један од градитеља атома и честица која је одговорна за електричну струју у електричном проводнику. Електрон је елементарна честица што значи да нема унутрашњу подструктуру. Свих 12 честица у таблици горе сматрају се елементарним честицама. Изненађујуће је то да се протон и неутрон не спомињу у тој табели.
Сва материја сачињена је од атома, сваки атом је сачињен од негативно наелектрисаних електрона који круже око малог, тешке, позитивно наелектрисаног атомске језгре. С друге стране, језгра атома се састоји од протона, који имају позитиван електрични набој, и неутрона, који су без набоја. Ако је износ набоја протона исти као и код електрона (али супротног предзнака), неутрални атом садржи једнак број протона у језгру и електрона у орбити. Број неутрона је обично исти као и број протона, мада може бити мало другачији дајући тако различите изотопе атома.
Као што се пре веровало да је атом основна грађевна јединица материје, а затим је откривено да се састоји од још елементарнијих честица: електрона, протона и неутрона, исто тако се сада зна да протони и неутрони нису елементарне честице, али електрон је био и остао елементаран. Протони и неутрони су сачињени од комбинације горњих и доњих кваркова. Будући да имају унутрашњу подструктуру, не могу се сматрати елементарним честицама. Протон се састоји од два горња и једног доњег кварка, а неутрон од два доња и једног горњег кварка. То се може приказати на следећи начин:
{\displaystyle {\mbox{p}}={\mbox{u}}{\mbox{u}}{\mbox{d}}}
{\displaystyle {\mbox{n}}={\mbox{d}}{\mbox{d}}{\mbox{u}}}
Будући да протон носи електрични набој, неки од кваркова такође морају бити наелектрисани. Међутим, исти кваркови, само у другој комбинацији, постоје и унутар неутрона који је без набоја. Због тога се набоји кваркова морају сабрати у комбинацији која чини протон, а поништити у комбинацији која чини неутрон. Ако се означи набој горњег кварка са  и набој доњег кварка са , добија се следеће:
{\displaystyle {\mbox{p}}({\mbox{u}}{\mbox{u}}{\mbox{d}})_{naboj}=Q_{u}+Q_{u}+Q_{d}=1}
{\displaystyle {\mbox{n}}({\mbox{d}}{\mbox{d}}{\mbox{u}})_{naboj}=Q_{d}+Q_{d}+Q_{u}=0}
Ове две једначине су једноставне за решавање, узимајући у обзир да су набоји горњег и доњег кварка редом:
{\displaystyle Q_{u}=+{\frac {2}{3}}}
{\displaystyle Q_{d}=-{\frac {1}{3}}}
Треба само напоменути да је у горњим једначинама кориштен договор која поставља да набој протона износи +1, док у стандардним јединицама приближно износи 1,6∙10−19 C (кулон). Овај набој протона назива се још и елементарним набојем и означава се словом 𝑒.
До открића кваркова, физичари су сматрали да електрични набој може бити само целобројни умножак елементарног набоја. Тако електрон има електрични набој −𝑒, преотон +𝑒, језгро хелијума +2𝑒 и тако даље. Кваркови, зависно од врсте, имају само део елементарног набоја: +2/3𝑒 или −1/3𝑒. Али, будући да кваркови не постоје самостално, већ долазе увек у комбинацији два или три кварка, у природи никад није запажено постојање честице с набојем мањим од једног елементарног набоја. Честице састављене од 3 кварка називају се барионима, док се мезонима називају честице које се састоје од парног броја кваркова и антикваркова. У доњој таблици, која показује начин на који су кваркови груписани у генерације, сви кваркови у првом ретку имају набој +2/3, а у другом ретку −1/3. Ово груписање кваркова у генерације строго прати поредак којим су кваркови откривени.
|      | Прва генерација | Друга генерација | Трећа генерација |
| ---- | --------------- | ---------------- | ---------------- |
| +𝟐/𝟑 | Горњи ()        | Чаробни ()       | Вршни ()         |
| -1/𝟑 | Доњи ()         | Страни ()        | Дубински ()      |

Сва материја у свемиру састоји се од атома, дакле од протона и неутрона, стога су горњи и доњи кваркови највише заступљени кваркови у свемиру. Остали кваркови су пуно масивнији (маса кваркова расте како се иде од прве према другој и трећој генерацији) и пуно рјеђи. Међутим, раније у еволуцији свемира материја је била далеко енергичнија, стога су масивнији кваркови били много чешћи и имали су значајну улогу у реакцијама које су се догодиле.
Од лептона најпознатији је електрон, стога су лептони највише и проучавани будући да се својства електрона оглегају у миону и тауону. Ова три лептона имају исти електрични набој и мало тога, осим масе, разликује електрон од миона и тауона. Једина очита разлика је у томе што се мион и тауон могу распадати на друге честице (из прве и друге генерације лептона и њихове античестице), док је електрон стабилна честица.
Доња таблица приказује груписање лептона у 3 генерације. Исто као и код кваркова, маса лептона се повећава како се иде према вишој генерацији, барем што се тиче првог реда у таблици.
Остала 3 лептона се називају неутрини, јер су електрично неутрални. Треба напоменути да није исто рећи, на пример, да је неутрон без набоја и да је неутрон неутралан. Неутрон се састоји од 3 кварка и сваки од њих носи електрични набој који се у коначном збиру поништи. Неутрини, за разлику од неутрона, су елементарне честице. Као такве нису грађене од других елементарнијих компоненти – они су истински неутрални. Стога, да би се разликовале такве честице од оних којима се набоји компоненти поништавају, може се рећи за неутрине (и сличне честице) да су неутрални, а за неутроне (и честице сличне њима) да су без набоја. Према стандардном моделу сматра се да су неутрини честице без масе, иако резултати експеримента Супер-Камиоканде (М. Кошиба) у Јапану дају назнаку да би неутрини ипак могли имати изузетно малу, али коначну масу. Будући да су неутрини без масе и неутрални, то им ускраћује било какво физичко постојање. Међутим, неутрини имају енергију и та их енергија чини стварнима.
|    | Прва генерација          | Друга генерација      | Трећа генерација  |
| -- | ------------------------ | --------------------- | ----------------- |
| −𝟏 | Електрон (−)             | Мион (𝜇−)             | Тауон (𝜏−)        |
| 𝟎  | Електронски неутрино (𝜈) | Мионски неутрино (𝜈𝜇) | Тау неутрино (𝜈𝜏) |

Лептони, за разлику од кваркова, постоје у природи као засебне честице. Доња таблица показује где је све могуће наћи лептони у природи. Електрон је врло позната честица и његова својства су успостављена у основама физике. Његов партнер, електронски неутрино, је мање познат али једнако чест у природи. У великом броју га производе неки радиоактивни процеси и средишња језгра нуклеарних реактора, док је Сунце највећи произвођач. Приближно 1012 електронских неутрина прође кроз наше тело сваке секунде, већина настала у нуклеарним реакцијама које се одвијају у језгру Сунца. Будући да јако ретко међуделују с материјом велики број неутрина који прође кроз наше тело не чини никакву штету.
Лептони друге генерације су ређи, али се могу наћи у природи. Мионе је лако произвести у лабораторијским експериментима. Осим по маси, врло су слични електронима. Због велике масе су нестабилни, те се распадају на електроне и неутрина. Једноставно се могу проматрати у експериментима са космичким зрацима.
| Прва генерација                                                                         | Друга генерација                                                                                                 | Трећа генерација                                     |
| --------------------------------------------------------------------------------------- | --- | ---------------------------------------------------- |
| Електрон: - налази се у атомима; - важан у електричној струји; - настаје бета-распадом. | Мион: - настаје у великом броју ударом космичких зрака о горње слојеве атмосфере.                                | Тауон: - до сада виђен само у лабораторијама.        |
| Електронски неутрино: - настаје бета-распадом.                                          | Мионски неутрино: - настаје у нуклеарним реакторима, - настаје ударом космичких зрака о горње слојеве атмосфере. | Тау неутрино: - до сада виђен само у лабораторијама. |

Чланови треће генерације нису виђени у никаквим природним процесима, барем не у овом стадију еволуције свемира. Много раније, када је свемир био топлији и када су честице имале далеко више енергије, лептони треће генерације су често настајали у природним реакцијама. То је међутим било пре неколико милијарди година. Данас се тауон може посматрати само у лабораторијским огледима, док тау неутрино није директно виђен у експериментима већ се његово присуство може закључити из одређених реакција.